# Synagogue Don Isaac Abravanel
La synagogue Don Isaac Abravanel, appelée aussi synagogue de la Roquette, est une synagogue de rite séfarade judéo-espagnol, située rue de la Roquette dans le 11e arrondissement de Paris. Elle est construite en 1962 pour succéder à la petite synagogue du 7 rue Popincourt devenue trop exiguë et impropre à une réception importante de public.

## Historique

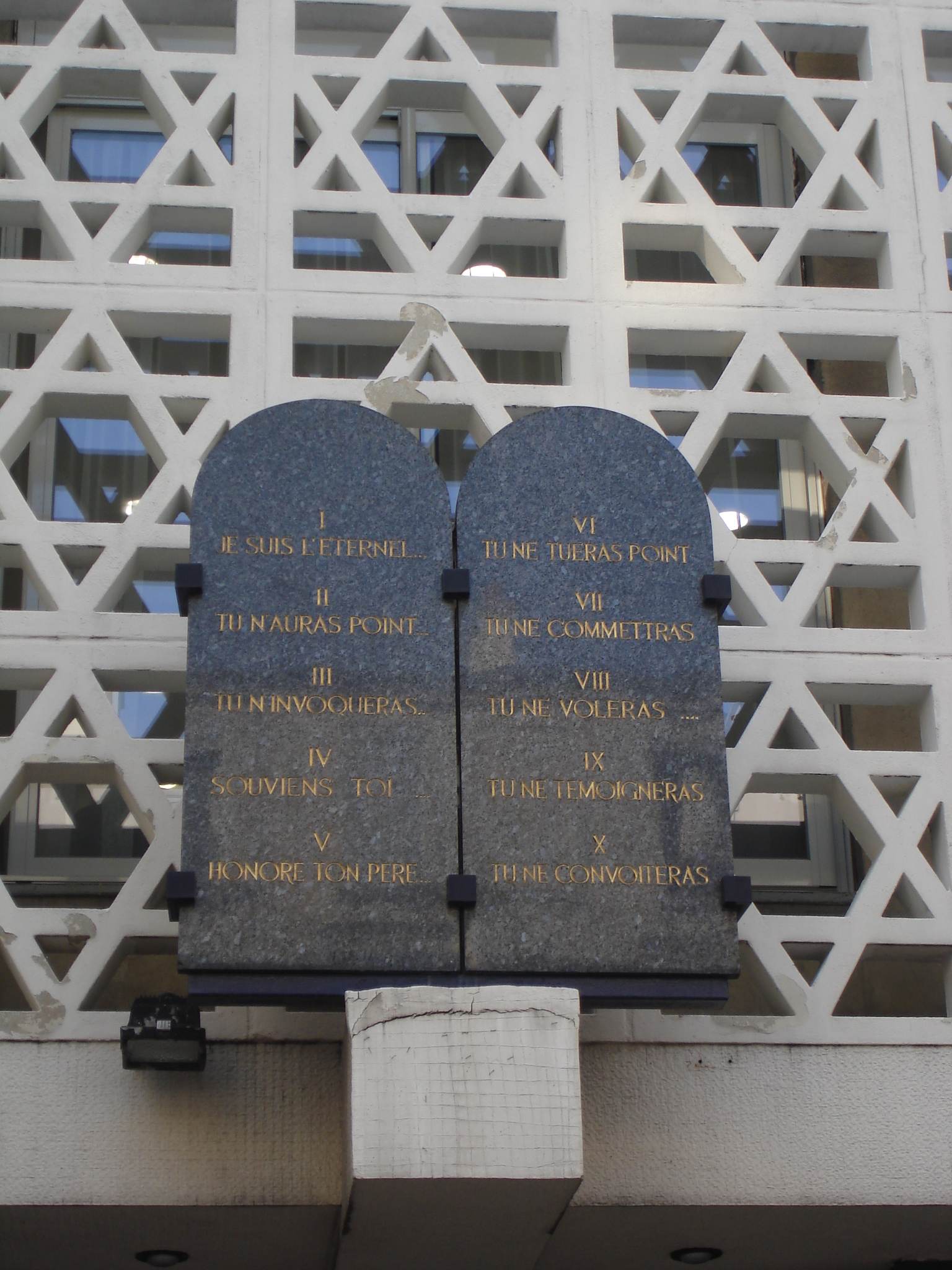
Les Tables de la Loi, sur la façade de la synagogue.

Au début du XXe siècle, de nombreux Juifs en provenance principalement de Turquie et de Salonique, mais aussi d'Égypte, s'installent dans le quartier de la Roquette, principalement rue Popincourt et rue Sedaine. Un oratoire voit le jour dès 1909, dans l'arrière salle du café "Le Bosphore", rue Sedaine, où l'office se déroule en hébreu et en judéo-espagnol. Quand la salle devient trop exiguë à la suite de l'afflux de nouveaux émigrés, les Juifs orientaux érigent en 1913, la synagogue Al Syete (Au sept), 7 rue Popincourt, à l'emplacement d'un ancien cinéma. Cette synagogue fonctionnera jusqu'au milieu des années 1960.
Dans le quartier, ces Juifs se sont spécialisés dans le commerce de gros de linges de maison et de linges de table. Quand la Première Guerre mondiale éclate, nombre d'entre eux décident de s'engager dans l'armée française. En juin 1935, pour commémorer la mémoire des Engagés Volontaires Israélites morts pour la France, Albert Lebrun, président de la république, inaugure un monument érigé sur un terrain appartenant à l'Association cultuelle sépharadite, 84-86 rue de la Roquette.
Malgré leur enrôlement dans l'armée française au cours de la Première Guerre mondiale, de nombreux Juifs ottomans, seront lors de la Seconde Guerre mondiale, livrés aux nazis par le gouvernement de Vichy en tant qu'étrangers. Plusieurs centaines de familles furent ainsi raflées et périrent dans les camps d'extermination.

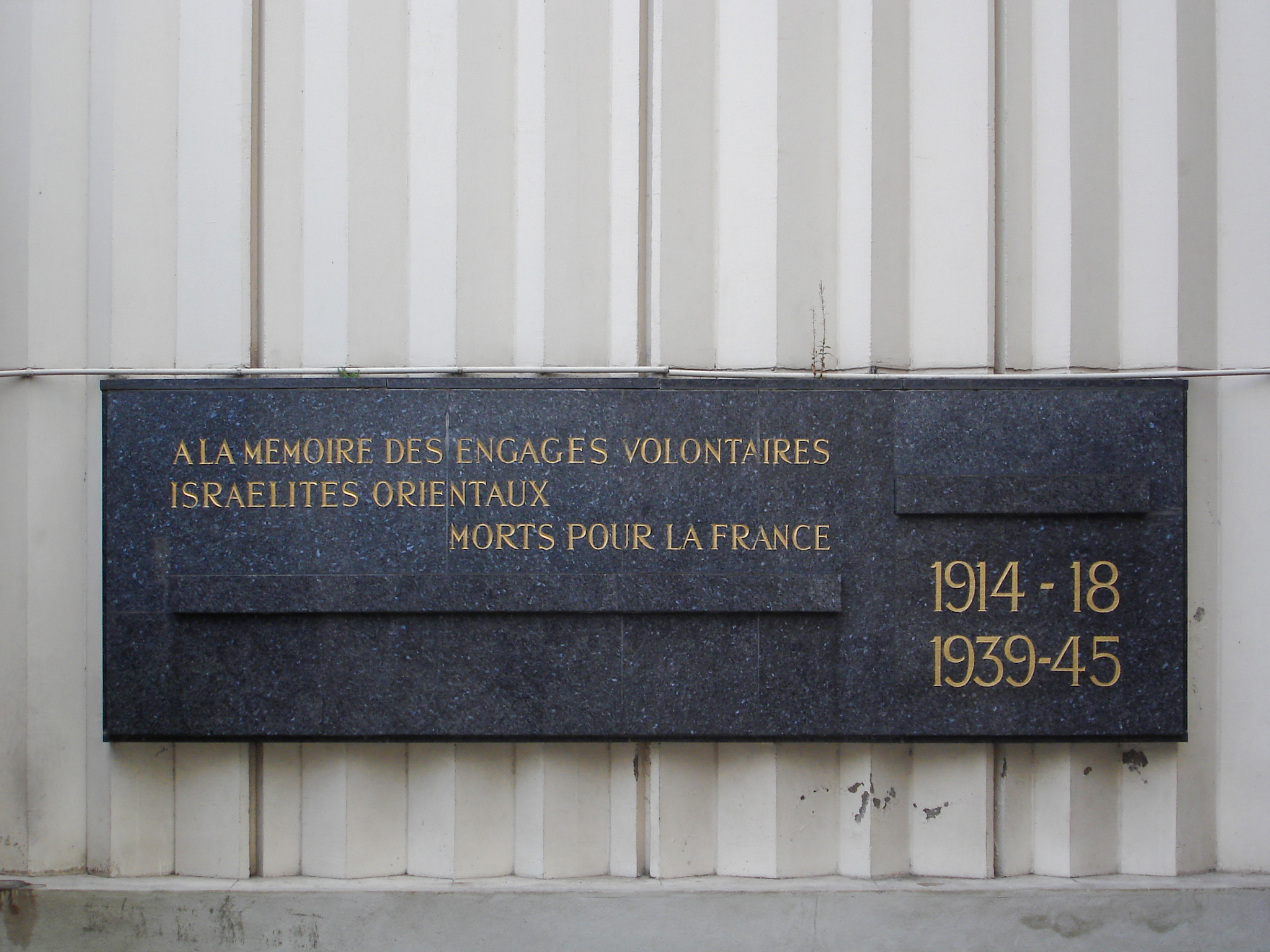
Hommage aux Israélites orientaux morts pour la France pendant les deux guerres mondiales.
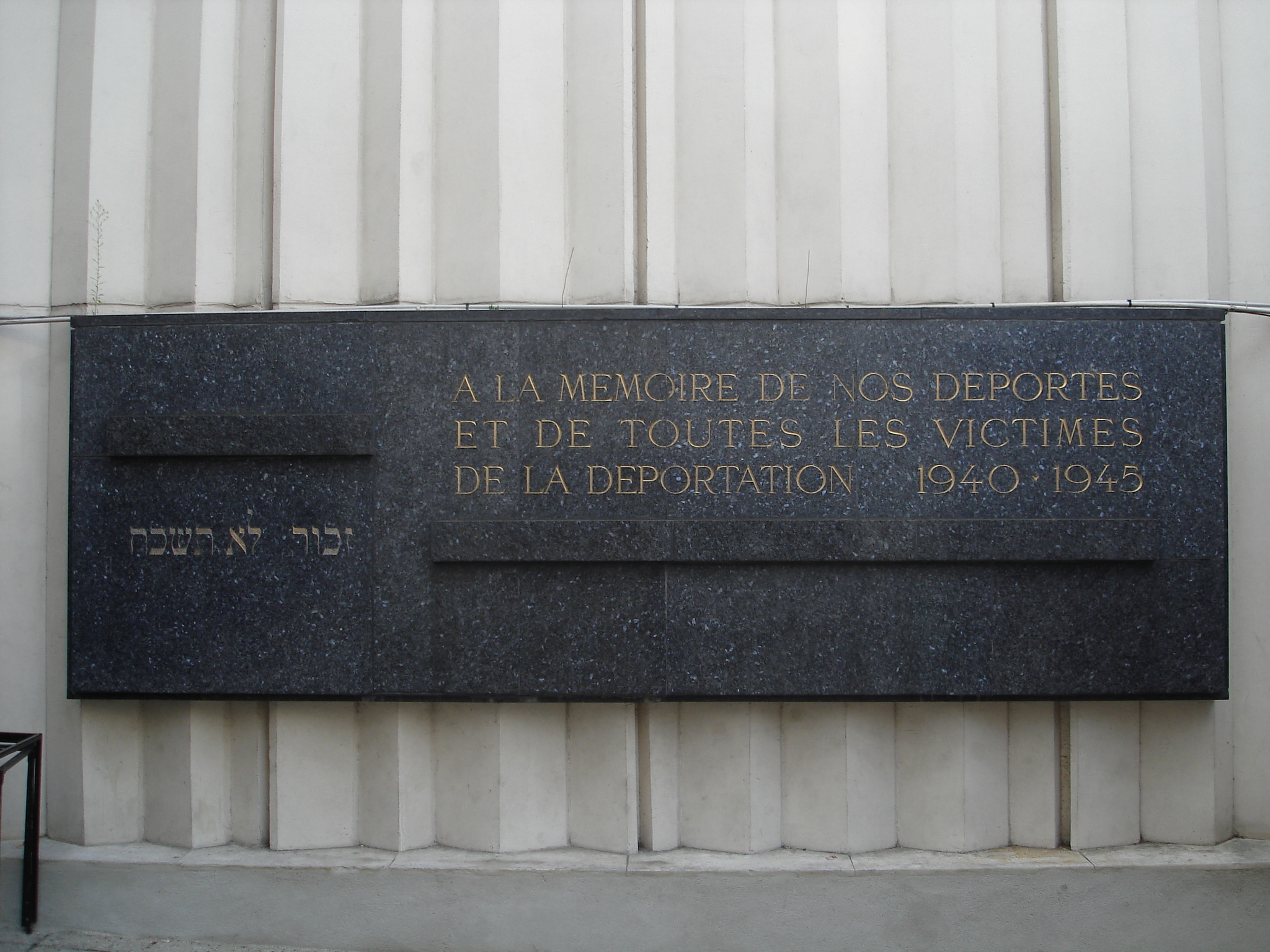
Hommage aux déportés pendant la Seconde Guerre mondiale.

Dès la Libération de Paris, l'Association Cultuelle Sépharadite de Paris, déjà propriétaire du terrain de la rue de la Roquette, décide de réunir les fonds nécessaires pour construire une synagogue plus importante sur l'emplacement où est érigé le mémorial, au 84-86 rue de la Roquette, et de donner à cette synagogue le nom du philosophe et commentateur biblique, Don Isaac Abravanel.
Quant à l'ancienne synagogue de la rue Popincourt, ses locaux sont confiés par l'Association Cultuelle propriétaire à L'Union des Israélites Séfaradis de France pour être transformés alors en cantine gratuite et en  centre social et lieu de rencontre pour les Juifs orientaux défavorisés.
Par la suite, en 1973, l'Association Cultuelle Séfaradite de Paris cède l'ensemble de ses locaux, dont la synagogue de la rue de la Roquette et le centre de la rue Popincourt, au Consistoire à charge de maintenir à la rue Popincourt l'UISF pour y continuer son œuvre de cantine, qu'elle a continuée jusqu'à l'incendie criminel du 28 août 2004.

## La synagogue Don Isaac Abravanel

Façade en claustra.

Intérieur de la synagogue.

Inaugurée en 1962 par Edgard Abravanel, descendant de Don Isaac, elle est d'une architecture résolument contemporaine, mélange de verre et de béton (elle est l’œuvre des architectes Alexandre Persitz et Arthur-Georges Héaume). Le bâtiment enchâssé entre deux ensembles immobiliers de grande hauteur se trouve en recul par rapport à la rue. On pénètre dans le vestibule de la synagogue, en passant tout d'abord par une petite cour fermée par de hautes grilles de protection, et où ont été rapportées les plaques commémoratives à la mémoire des engagés volontaires israélites orientaux morts pour la France lors des deux guerres mondiales, et des victimes de la déportation.
La façade est un claustra formé d'étoiles de David en béton, avec les Tables de la Loi en marbre noir et lettres dorées fixées juste au-dessus du niveau de l'entrée. L'intérieur de la synagogue est typique des synagogues séfarades, avec la bimah positionnée au centre de la synagogue. La synagogue est actuellement majoritairement utilisée par des Juifs originaires du Maroc.

## Évènements remarquables
Le dimanche 9 novembre 2008 dans la synagogue bondée, un hommage solennel a été rendu à Bernardo Rolland y Miota, consul général d'Espagne à Paris de 1939 à 1943, qui réussit, pendant la dernière guerre, à protéger de nombreux membres de la communauté judéo-espagnole avant d'être rappelé à Madrid. Une plaque commémorative à sa mémoire, offerte par la communauté, a été apposée au Consulat d'Espagne dans le 17e arrondissement de Paris:  
« Bernardo Rolland y Miota, Consul général d’Espagne de 1939 à 1943. Hommage des Judéo-Espagnols de France pour son action courageuse, déterminée et juste. N’écoutant que sa conscience, Bernardo Rolland y Miota les protégea et sauva nombre d’entre eux de la barbarie nazie.
 Paris, le 1er décembre 2008 »

## Autres évènements
Le dimanche 13 juillet 2014, une manifestation de protestation contre l'Opération Bordure protectrice dégénère en échauffourées entre militants pro-palestiniens et pro-israéliens de la Ligue de défense juive et du Betar, rue de la Roquette, devant la synagogue,. Jean-Luc Mélenchon (FG) ainsi qu'Alexis Bachelay (PS), dénonçant le flou qui demeure autour de ces événements, souhaitent que l'Assemblée nationale puisse faire la lumière sur ces violences,.